# Mistrovství světa juniorů v ledolezení 2015
Mistrovství světa juniorů v ledolezení 2015 (anglicky UIAA Ice Climbing World Youth Championship) proběhlo 17.–18. ledna 2015 ve švýcarském Saas-Fee.

## Průběh závodů

### Kategorie
- U16 (13 – 15 let) ročníky 2002-2000
- U19 (16 – 18 let) ročníky 1999-1997
- U22 (19 – 21 let) ročníky 1996-1994[2]

### Češi na MSJ
Bez účasti českých závodníků.

### Výsledky obtížnost
| pořadí | junioři             | junioři           | junioři          | juniorky           | juniorky             | juniorky               |
| pořadí | U16                 | U19               | U22              | U16                | U19                  | U22                    |
| ------ | ------------------- | ----------------- | ---------------- | ------------------ | -------------------- | ---------------------- |
| 1.     | Nikita Proščenko    | Yannick Glatthard | Kevin Huser      | Valerija Bogdanová | Ekaterina Novoselova | Nadezhda Smirnova      |
| 2.     | Aleksander Mochalov | Lukas Goetz       | Pierrick Fine    | Iulia Filateva     | Sina Goetz           | Alena Kochebaeva       |
| 3.     | Ilia Kurochkin      | Tristan Ladevant  | Marco Malinowski | Irina Ambartcumova | Vivien Labarile      | Jekatěrina Koščejevová |
| celkem | 8 finalistů         | 8 finalistů       | 8 finalistů      | 8 finalistek       | 5 finalistek         | 4 finalistky           |
| celkem | 9 juniorů           | 13 juniorů        | 17 juniorů       | 8 juniorky         | 5 juniorek           | 4 juniorky             |

### Výsledky rychlost
| pořadí | junioři            | junioři           | junioři           | juniorky           | juniorky             | juniorky               |
| pořadí | U16                | U19               | U22               | U16                | U19                  | U22                    |
| ------ | ------------------ | ----------------- | ----------------- | ------------------ | -------------------- | ---------------------- |
| 1.     | Aleksei Tselitskii | Vadim Malshchukov | Vladimir Kartašev | Valerija Bogdanová | Sina Goetz           | Jekatěrina Koščejevová |
| 2.     | Aleksandr Tuev     | Anton Sukharev    | Leonid Malych     | Iuliia Filateva    | Vivien Labarile      | Nadezhda Smirnova      |
| 3.     | Maksim Sitiakov    | Yannick Glatthard | Ivan Khlebnikov   | Elizaveta Malygina | Ekaterina Novoselova | Alena Kochebaeva       |
| celkem | 10 juniorů         | 11 juniorů        | 13 juniorů        | 7 juniorek         | 4 juniorky           | 4 juniorky             |

### Výsledky národních týmů
| pořadí | stát               | obtížnost | obtížnost | rychlost  | rychlost | celkem |
| pořadí | stát               | závodníci | body      | závodníci | body     | body   |
| ------ | ------------------ | --------- | --------- | --------- | -------- | ------ |
| 1.     | Rusko              | 6         | 530       | 6         | 580      | 1110   |
| 2.     | Švýcarsko          | 4         | 360       | 4         | 340      | 700    |
| 3.     | Francie            | 2         | 145       | 2         | 120      | 265    |
| 4.     | Lichtenštejnsko    | 1         | 55        | 1         | 65       | 120    |
| 5.     | Kanada             | 2         | 110       | 0         | 0        | 110    |
| 6.     | Spojené království | 1         | 80        | 0         | 0        | 80     |
| 7.     | USA                | 1         | 55        | 0         | 0        | 55     |
| 8.     | Německo            | 1         | 41        | 0         | 0        | 41     |

### Medaile podle zemí
| pořadí | stát      | Zlatá medaile | Stříbrná medaile | Bronzová medaile | celkem |
| ------ | --------- | ------------- | ---------------- | ---------------- | ------ |
| 1.     | Rusko     | 9             | 8                | 8                | 25     |
| 2.     | Švýcarsko | 3             | 3                | 3                | 9      |
| 3.     | Francie   | 0             | 1                | 1                | 2      |
| 3      | Celkem    | 12            | 12               | 12               | 36     |